# Argyrolepidia cyanobasis
Argyrolepidia cyanobasis là một loài bướm đêm trong họ Noctuidae.